# Béla Hajts
Béla Hajts (słowackie imię: Vojtech; ur. 11 stycznia 1872 w Spiskiej Nowej Wsi, zm. 11 września 1926 tamże) – przyrodnik, nauczyciel, pomolog, krajoznawca i działacz turystyczny, autor nazwy „Słowacki Raj” nadanej najbardziej atrakcyjnej części Gór Straceńskich.
W rodzinnym mieście ukończył gimnazjum i seminarium nauczycielskie. Jako młody pedagog został wychowawcą domowym u hrabiego Juliusza Csaky’ego. Wkrótce jednak wyjechał do Budapesztu, gdzie na tamtejszym uniwersytecie studiował nauki przyrodnicze. W 1895 r. wrócił z dyplomem do rodzinnego miasta i podjął pracę nauczyciela matematyki i nauk przyrodniczych w miejscowej szkole. Później uzupełnił swą wiedzę na kursach elektrotechniki i chemii teoretycznej. Krótko uczył przedmiotów przyrodniczych w gimnazjum w Kieżmarku.
Poza pracą pedagogiczną prowadził szeroko zakrojoną działalność naukową i społeczno-kulturalną. Zbierał i klasyfikował miejscowe minerały, rośliny, chrząszcze, motyle itp. Interesował się meteorologią, a nawet astronomią. Ta ostatnia dziedzina nauki wciągnęła go do tego stopnia, że w 1904 r. wraz z bratem na swym nowo wybudowanym domu w Spiskiej Nowej Wsi urządził małe obserwatorium astronomiczne wyposażone w przyrządy optyczne firmy Zeiss, w którym m.in. obserwował ze swymi uczniami zaćmienia Słońca, a w 1910 r. – Kometę Halleya (charakterystyczna blaszana kopuła została zdemontowana przy przebudowie budynku w 1974 r.).
Hajts zajmował się również folklorystyką oraz historią Spisza, zbierając pamiątki dawnych wieków (monety, medale i in.). Interesowała go archeologia, zwłaszcza zaś ślady pobytu człowieka na terenie Słowackiego Raju. To on uratował od zniszczenia unikatowy odlew czaszki człowieka neandertalskiego sprzed 120 tys. lat, znaleziony w 1926 r. w trawertynach w Ganowcach koło Popradu.
Wyniki swych badań publikował w czasopiśmie „Turistik, Alpinismus, Wintersport”, gdzie m.in. głosił  interesujący szkic o dziejach najstarszego osadnictwa na Spiszu od paleolitu po okres Wielkiej wędrówki ludów (1926). Gromadzone zbiory służyły mu jako cenne pomoce naukowe w pracy dydaktycznej. Większość z kolekcji ofiarował później spiskonowowiejskiemu gimnazjum oraz ówczesnemu Muzeum Karpackiemu w Popradzie.
Jednym z pierwszych dokonań Hajtsa po powrocie ze studiów było założenie sadu owocowego, w którym podjął prace nad hodowlą i rozpowszechnieniem nowych, szlachetniejszych odmian drzew owocowych. Z czasem Hajts został uznany za jednego z czołowych węgierskich sadowników i pomologów epoki.
Obszarem, na którym B. Hajts położył największe zasługi dla rodzinnego Spisza, były turystyka i krajoznawstwo, które w naturalny sposób wyniknęły z jego zainteresowań przyrodniczych. Po powrocie z Budapesztu wstąpił w szeregi Węgierskiego Towarzystwa Karpackiego (Magyarországi Kárpátegyesület – MKE) w Spiskiej Nowej Wsi i wkrótce stał się jednym z czołowych działaczy tej organizacji na Spiszu. Od 1917 do 1926 r., tj. do swej przedwczesnej śmierci, był  prezesem spiskonowowiejskiego oddziału Karpathenvereinu.
Ze szczególnym upodobaniem poświęcił się Béla Hajts poznawaniu i uprzystępnianiu sąsiadującej ze Spiską Nową Wsią północnej części Krasu Spisko-Gemerskiego (zwanej Górami Straceńskimi), która była wówczas jeszcze zupełnie nieodwiedzana przez turystów i nie nosiła jeszcze nazwy „Słowacki Raj”. Przedsiębrał pionierskie wyprawy w głąb roklin – słynnych dziś wąwozów, stanowiących największą atrakcję turystyczną Słowackiego Raju. M. in. 15 sierpnia 1899 r. przeszedł jako pierwszy wąwóz Malý Sokol. W 1906 r. dokonał pierwszego udanego spływu (na tratwie) Przełomem Hornadu. Był twórcą (wyznakowanego dziś żółtym kolorem) szlaku wiodącego wzdłuż Przełomu Hornadu grzbietem tzw. Pasma Brzeżnego (słow. Okrajove pásmo). W górach spędzał większość swego wolnego czasu: malował znaki, poprawiał ścieżki turystyczne, usuwając z nich kamienie i wykroty, budował pierwsze sztuczne ułatwienia (mostki, drewniane drabinki i poręcze), ustawiał drogowskazy. Był autorem pierwszego szerszego turystycznego opisu tych gór, zamieszczonego w „Jahrbuch des Karpathenvereines” nr 49–51 (Kieżmark 1924–25). W wielu wycieczkach towarzyszyli mu brat Ľudovit oraz ich żony, w innych – spiskoniemiecki działacz turystyczny Martin Róth i węgierski botanik Nándor Filarszky. Jako nauczyciel prowadził w te góry swoich uczniów, z których wielu stało się później aktywnymi działaczami turystycznymi. Gromadził literaturę turystyczną, mapy i fotografie. Z racji swej szerokiej działalności popularyzującej naukę i szeroko rozumiane krajoznawstwo obdarzony został przydomkiem „Propagator”.
Béla Hajts zmarł niespodziewanie na atak serca w rodzinnej Spiskiej Nowej Wsi. Pochowany został na tamtejszym cmentarzu (skromny nagrobek nawiązuje w kształcie do kapitelu jońskiej kolumny). Po śmierci Hajtsa nazwano jego imieniem wspomniany szlak turystyczny, biegnący wzdłuż Pasma Brzeżnego (słow. „Hajtsov chodník”), a na skalnej ścianie Ihríka w kotlinie Letanowskiego Młyna umieszczona została 11 września 1927 r. upamiętniająca go tablica. Autorem portretu Hajtsa na tej tablicy był muzealnik i plastyk Elemér Köszeghy-Winkler (1882–1954). Pomimo że zdecydowaną większość życia Hajts przeżył jako poddany korony węgierskiej, działał w organizacjach turystycznych węgierskich i spiskoniemieckich, a publikował głównie po węgiersku i niemiecku, ze względu na jednoznaczny związek całej życiowej aktywności z terenami dzisiejszej Słowacji uznawany jest za Słowaka.
Trwałą pamiątką po Béli Hajtsie jest wprowadzona przez niego nazwa „Słowacki Raj” dla oznaczenia najpiękniejszej części Krasu Spisko-Gemerskiego (Gór Straceńskich), znana dziś wśród turystów górskich w całej Europie. W druku nowa nazwa pojawiła się po raz pierwszy w pierwszym roczniku „Krásy Slovenska” (nr 2-3 z r. 1921), w artykule, którego autorem był Gustáv Nedobrý.